# ألاستير لونش
ألاستير لونش (بالإنجليزية: Alastair Lynch) هو لاعب كرة قدم أسترالية أسترالي، ولد في 19 يونيو 1968 في بورني ‏ في أستراليا.

## وصلات خارجية
- ألاستير لونش على موقع AustralianFootball.com (الإنجليزية)
- ألاستير لونش على موقع AFLtables.com (الإنجليزية)